# Annie Jones
Annie Jones Elliot (Marion (Virginia), 14 de julio de 1865-Brooklyn, 22 de octubre de 1902) fue una mujer barbuda estadounidense, exhibida por el empresario P. T. Barnum como fenómeno en su circo. Se desconoce si la causa de su estado fue el hirsutismo o una condición genética no relacionada que afecta a niños de ambos sexos y que continúa en la edad adulta.

## Trayectoria
Jones nació velluda. Fue contratada por Barnum para su exhibición con tan solo nueve meses, recibiendo los padres 150 dólares a la semana. Fue anunciada como una "Nueva Esaú". 
El fotógrafo Mathew Brady le tomó la primera foto en ese mismo 1866. A los cinco años, tenía bigote y patillas siendo considerada una "chica barbuda". Jones también se dejó crecer mucho el cabello, luciendo barba y melena hasta el suelo. Educada y de finos modales, además tocaba la mandolina.
Muchos fotógrafos, entre ellos Mathew Brady, la retrataron a lo largo de su carrera siendo ampliamente distribuidas sus fotos, postales, tarjetas de visita y folletos. De adulta, Jones se convirtió en la "mujer barbuda" más importante del país y actuó como portavoz de los freaks de Barnum, cuando en los últimos años del siglo XIX se intentó abolir del negocio circense la palabra freaks (fenómenos [de la naturaleza]) por la de prodigies (prodigios [de la naturaleza]).
Jones se casó con Richard Elliot en 1881, pero se divorció en 1895 para casarse con su novio de la infancia, William Donovan, un pregonero de circo y carnaval, como Elliot, quién murió al poco tiempo durante una gira europea, dejándola viuda. En 1902, Jones murió en Brooklyn en casa de su madre, de tuberculosis.

## Secuestro en la infancia
En un incidente que pudo haber sido uno de los trucos publicitarios de Barnum, un frenólogo de Nueva York secuestró a Jones cuando aun era muy pequeña. Barnum y la policía la encontraron exhibida en una feria. Cuando el hombre reclamó a la niña como suya, el asunto fue a los tribunales. El juez mantuvo a Jones aparte mientras no le tocaba atestiguar. Cuando la pequeña entró a la sala, fue directamente junto a sus padres al verles. El juez declaró el caso cerrado.